# El Trabuco Venezolano
El trabuco venezolano (1977- ) es una banda de salsa, latin jazz y fusión venezolana creada en Caracas por el compositor y arreglista Alberto Naranjo.
La banda nació en la onda de movimientos All Stars (todos estrellas) que aparecieron en la década de los setenta, con el patrocinio de las grandes disqueras del género. Así, Fania tenía su "Fania All Stars", de Puerto Rico salió la "Puerto Rico All Star", el sello SAR tuvo su "SAR Stars" y en Cuba sonaron "Las Estrellas de Areíto". Alberto Naranjo creó en Venezuela un grupo de "All Stars" local con El Trabuco Venezolano.

## Trabuco
Trabuco es un término beisbolístico venezolano que significa una selección de los mejores jugadores de diferentes equipos, o bandas en el caso de Naranjo. La orquesta fue creada por Naranjo en respuesta al nacimiento de una plétora de bandas de salsa amateur, que usualmente palidecían frente a los grupos de procedencia extranjera. 
Naranjo quería comenzar un movimiento musical total, con los mejores músicos y cantantes. El Trabuco no tenía ideales comerciales específicos y estaba ideado para tocar en eventos culturales, en teatros y universidades, y aunque Naranjo nunca pretendió ser un músico de salsa, la banda tuvo considerable éxito en el género. En sus arreglos tendientes al jazz, sin embargo, Naranjo no utilizó la típica percusión menor de los instrumentos de salsa, como el güiro, las maracas y el clave, y trabajó con batería, congas, bongos, timbales, pianos y bajos al frente de las trompetas, trombones y saxofones, como en las antiguos ensambles de las big bands, lo cual no era común en bandas de salsa. Eventualmente, una guitarra eléctrica o una sección de cuerdas fueron añadidas al formato.
El Trabuco grabó cinco discos de estudio y dos en vivo con el grupo cubano Irakere, con el cual compartió el escenario en varias ocasiones.
En 2017, Alberto Naranjo y El Trabuco Venezolano fueron reconocidos con el título de Patrimonio Cultural, una distinción que confiere el Gobierno nacional a creadores que con su trabajo hayan contribuido a la proyección del acervo cultural de Venezuela.

## Miembros
- Director, arreglista y batería:  Alberto Naranjo.
- Timbales: Alberto Naranjo y Frank "El Pavo" Hernández
- Guitarra: Leo Quintero.
- Congas: Carlos "Nene" Quintero.
- Bongos: Jesús "Chu" Quintero.
- Percusión: Alberto Naranjo, Carlos "Nene" Quintero, Jesús "Chu" Quintero, Ricardo Quintero y Felipe Rengifo.
- Trompetas: Rafael "Gallo" Velásquez, Luis Arias, Gustavo Aranguren, Lewis Vargas, Pablo Armitano, José Díaz Fuentes, Alfredo Gil, Manolo Pérez.
- Flis corno o Flugelhorn: José Araujo, Lewis Vargas, Luis Arias y José Díaz Fuentes.
- Trombón: Rafael Silva, Leopoldo "Pucho" Escalante, Rodrigo Barboza & Carlos Espinoza Jr., José Plaza, Angelo Pagliuca.
- Saxo tenor y flauta: Rolando Briceño.
- Saxos, clarinetes y flauta: Manolo Freire.
- Saxo barítono: Cruz M. Arraiz.
- Piano: José "Cholo" Ortiz
- Cantantes: Carlos Daniel Palacios, Ricardo Quintero, Joe Ruíz y Carlin Rodríguez.
- Coros: Alberto Naranjo, Coco Ortega, Joe Ruíz, Carlos Daniel Palacios, Ricardo Quintero, Carlin Rodríguez, Carlos "Nene" Quintero y Felipe Rengifo.
- Bajo: Lorenzo Barriendos

## Discografía
| Año  | Título                                      | Discográfica  | Temas |
| 1977 | El Trabuco Venezolano I                     | BASF          | Lado A: 01- Yo Soy La Rumba, 02- El Tuerto, 03- Uno, 04- Compadre Pedro Juan Lado B: 01- Bravo Rumbero, 02- El Patúo, 03- Hasta Que Vuelvas, 04- El Hijo Del Sonero |
| 1979 | El Trabuco Venezolano II                    | YVKCT/Integra | Lado A: 01- Introducción, 02- Imágenes Latinas, 03- Mi Versión, 04- Don Simón Lado B: 01- Boleros Venezolanos, 02- Tiene Saoco, 03- El Cumaco De San Juan |
| 1981 | El Trabuco Venezolano III                   | YVKCT/Integra | Lado A: 01- Introducción, 02- El Muñeco De La Ciudad, 03- La Música, 04- Compadre Pancho, 05- Siempre Te Vas En Las Tardes Lado B: 01- Tres Días, 02- Maracucha, 03- El Gavilán |
| 1981 | Irakere - Trabuco En Vivo 14 de mayo del 81 | Integra       | Lado A: 01- Tres Días, 02- El Cumaco de San Juan, 03- Formas Libres Lado B: 01- La Molinaria de Paisello, 02- A Romper El Coco |
| 1981 | Irakere-Trabuco En Vivo 15 de mayo del 81   | Integra       | Lado A: 01- El Guayo de Catalina, 02- Tres Días, 03- El Caramelo Lado B: 01- Formas Libres, 02- Imágenes Latinas |
| 1984 | La Flor y Nata                              | Jermz Records | Lado A: 01- No Me Engañas, 02- Rosa De La Noche, 03- Brujería, 04- Alna Blues Lado B: 01- Desilución (sic), 02- A Pesar De Usted, 03- La Orquesta De Moda, 04- No Quiero Confusión |
| 1989 | Imagen latina                               | LEON          | 01- Al Fin Juntas, 02- Te Amo, 03- El Chivo, 04- Calipso de El Callao, 05- El Corazón del Caribe, 06- Se Baila Así, 07- Sin Tu Mirada, 08- Hace Rato, 09- Que Vale Más, 10- Señor Tiempo, 11- Amor de Alquiler, 12- Boleros Venezolanos, 13- Sin Mañana Ni Ayer, 14- Alna's Mambo (A. Naranjo) 7:08 |